# Cục Hàng không Dân dụng Trung Quốc
Cục Hàng không Dân dụng Trung Quốc (CAAC; giản thể: 中国民用航空局; phồn thể: 中國民用航空局; bính âm: Zhōngguó Mínyòng Hángkōng Jú), trước đây là Tổng cục Hàng không Dân dụng Trung Quốc (giản thể: 中国民用航空总局; phồn thể: 中國民用航空總局; bính âm: Zhōngguó Mínyòng Hángkōng Zǒngjú), là cơ quan hàng không thuộc Bộ Giao thông Vận tải Cộng hòa Nhân dân Trung Hoa, nó giám sát hàng không dân dụng và điều tra tai nạn và các sự cố hàng không. Là cơ quan hàng không chịu trách nhiệm về Trung Quốc, nó dàn xếp các thỏa thuận hàng không dân sự với các cơ quan hàng không khác, bao gồm các khu vực hành chính đặc biệt của Trung Quốc được phân loại là "đặc biệt trong nước". Nó trực tiếp vận hành hãng hàng không của riêng mình, độc quyền hàng không của Trung Quốc, cho đến năm 1988. Cơ quan này có trụ sở tại Đông Thành, Bắc Kinh.
CAAC không chia sẻ trách nhiệm quản lý không phận của Trung Quốc với Ủy ban Quân sự Trung ương theo các quy định trong Luật Hàng không dân dụng của Cộng hòa Nhân dân Trung Hoa.

## Lịch sử
CAAC được thành lập vào ngày 2 tháng 11 năm 1949, ngay sau khi thành lập Cộng hòa Nhân dân Trung Hoa, quản lý tất cả hàng không phi quân sự trong nước, cũng như cung cấp dịch vụ bay chung và thương mại (tương tự Aeroflot ở Liên bang Xô viết). Ban đầu nó được quản lý bởi Không quân Quân Giải phóng Nhân dân Trung Quốc.
Cục Hàng không dân dụng đã từng điều hành hoạt động kinh doanh hàng không dân dụng với tên gọi "Hàng không dân dụng Trung Quốc" và bắt đầu vận hành các tuyến quốc tế vào giữa những năm 1950. Tuy nhiên, đích đến chỉ là các nước cộng sản như Liên Xô, Mông Cổ, Bắc Triều Tiên và Myanmar. Máy bay chở khách là chính.
Năm 1963, Trung Quốc đã từ bỏ chính sách tự cung tự cấp chủ nghĩa Mác với việc mua 6 chiếc máy bay Vickers Viscount từ Anh, tiếp theo năm 1971 với 4 máy bay Hawker Siddeley Trident từ hãng Hàng không Quốc tế Pakistan. Trung Quốc cũng đặt hàng tạm thời ba chiếc máy bay Concorde. Với chuyến thăm Trung Quốc của Richard Nixon năm 1972 đến Trung Quốc, Trung Quốc đã đặt mua 10 chiếc máy bay Boeing 707.Chiếc Boeing 707 được sử dụng vào năm sau để mở tuyến đường Trung-Pháp từ Bắc Kinh đến Karachi. Vào tháng 12 năm 1973, họ đã thực hiện bước chưa từng có khi vay 40 triệu bảng từ các ngân hàng phương Tây để tài trợ cho việc mua thêm 15 máy bay Trident. Máy bay Ilyushin Il-62 của Nga được sử dụng trên các tuyến đường dài trong những năm 1970 và 1980.
Vào năm 1980, Hàng không dân dụng Trung Quốc đã giới thiệu chiếc Boeing 747SP. Vào ngày 7 tháng 1 năm sau, nó sử dụng nó để mở tuyến đường thường xuyên đầu tiên từ Trung Quốc đến Hoa Kỳ từ Bắc Kinh qua Thượng Hải và đến San Francisco.. Năm 1984, hàng không dân dụng của Trung Quốc đã giới thiệu chiếc Xian Y-7. Vào ngày 5 tháng 9 cùng năm, tuyến đường đầu tiên từ Bắc Kinh qua Quảng Châu đến Sydney được mở ra. Năm 1985, hãng hàng không quốc gia Trung Quốc đã giới thiệu Airbus A310 lần đầu tiên.
Vào giữa những năm 1980, các cơ quan hàng không dân dụng của Trung Quốc đã khai trương các chuyến bay tới Hoa Kỳ, châu Âu, Trung Đông và Úc, họ cũng thường xuyên sử dụng máy bay chở khách của Boeing và vẫn sử dụng máy bay chở khách của Liên Xô như Ilyushin Il-62 trên các chuyến bay đến Đông Âu.
Năm 1980 hãng hàng không đã được chuyển giao Quốc vụ viện kiểm soát.
Năm 1988, CAAC được chia thành một số hãng vận tải hàng không cá nhân, mỗi hãng được đặt tên theo khu vực có trung tâm. Kể từ đó, CAAC chỉ hoạt động như một cơ quan chính phủ và không còn cung cấp dịch vụ bay thương mại nữa.
Vào tháng 3 năm 2008, CAAC đã trở thành một công ty con của Bộ Giao thông vận tải mới được thành lập, và tên Trung Quốc chính thức của nó đã được điều chỉnh một chút để phản ánh nó không còn là một cơ quan cấp Bộ.

## Danh sách giám đốc
Danh sách Cục trưởng Cục Hàng không Dân dụng Trung Quốc:
- Chung Xích Binh (tháng 11 năm 1949 - tháng 10 năm 1952)
- Chu Huy Chiếu (tháng 10 năm 1952 - tháng 6 năm 1955)
- Quảng Nhậm Nông (tháng 6 năm 1955 - tháng 6 năm 1973)
- Mã Nhân Huy (tháng 6 năm 1973 - tháng 6 năm 1975)
- Lưu Tồn Tín (tháng 6 năm 1975 - tháng 12 năm 1977)
- Thẩm Đồ (tháng 12 năm 1977 - tháng 3 năm 1985)
- Hồ Dật Châu (tháng 3 năm 1985 - tháng 2 năm 1991)
- Tưởng Chúc Bình (tháng 2 năm 1991 - tháng 12 năm 1993)
- Trần Quang Nghị (tháng 12 năm 1993 - tháng 6 năm 1998)
- Lưu Kiếm Phong (tháng 6 năm 1998 - tháng 5 năm 2002)
- Dương Nguyên Nguyên (tháng 5 năm 2002 - tháng 12 năm 2007)
- Lý Gia Tường (tháng 12 năm 2007 - tháng 1 năm 2016)
- Phùng Chính Lâm (tháng 1 năm 2016 - hiện tại)

## Các trường đại học liên kết
- Đại học Hàng không dân dụng Trung Quốc (CAUC) ở Thiên Tân
- Học viện Phi hành Hàng không Dân dụng Trung Quốc (CAFUC) ở Tứ Xuyên